# James Hunt (voile)
Pour les articles homonymes, voir James Hunt (homonymie) et Hunt.
James Hunt est un skipper américain né le 25 juillet 1936 à Boston. Il est champion olympique aux Jeux de Rome en 1960.

## Carrière
James Hunt obtient une médaille d'or olympique dans la catégorie des 5.5 Metre lors des Jeux olympiques d'été de 1960 à Rome.